# Овчинников, Владимир Сергеевич
Влади́мир Серге́евич Овчи́нников (1914—1943) — майор Рабоче-крестьянской Красной Армии, участник Великой Отечественной войны, Герой Советского Союза (1943).

## Биография
Родился 3 октября 1914 года в деревне Скрипино (ныне — Чухломский район Костромской области). Русский. После окончания начальной школы жил в Ленинграде, работал столяром. В марте 1936 года был призван на службу в Рабоче-крестьянскую Красную Армию. В 1939 году он окончил курсы младших лейтенантов. Участвовал в боях советско-финской войны. С начала Великой Отечественной войны — на её фронтах.
К январю 1943 года гвардии майор Владимир Овчинников был заместителем командира 113-го гвардейского стрелкового полка 38-й гвардейской стрелковой дивизии 6-го гвардейского стрелкового корпуса 1-й гвардейской армии Юго-Западного фронта. Отличился во время освобождения Ростовской области. В бою у деревню Арбузово полк Овчинникова отразил 10 контратак превосходящего по численности противника, уничтожив около 500 солдат и офицеров противника, а также взяв в плен ещё 300, захватив 45 автомашин, 1 танк, 12 артиллерийских орудий, 80 пулемётов, 1 склад и большое количество различных боеприпасов. 10 января 1943 года в бою за деревню Гурьево Миллеровского района Овчинников во главе передовой группы лично уничтожил 10 немецких солдат и захватил 8 пулемётов. Вечером того же дня он был убит вражеским снайпером. Похоронен в селе Криворожье Миллеровского района Ростовской области.
Указом Президиума Верховного Совета СССР «О присвоении звания Героя Советского Союза начальствующему и рядовому составу Красной Армии» от 31 марта 1943 года за «образцовое выполнение боевых заданий командования на фронте борьбы с немецкими захватчиками и проявленные при этом отвагу и геройство» был посмертно удостоен высокого звания Героя Советского Союза. 
Также был награждён орденами Ленина, Красного Знамени и Красной Звезды.

## Память
В его честь названы улица в Чухломе и школа в Скрипино.